# بولتون کومبریا
بولتون کومبریا (به انگلیسی: Bolton) یک روستا و محله مدنی در بریتانیا است که در منطقه ادن واقع شده‌است. بولتون کومبریا ۴۳۵ نفر جمعیت دارد.